# Adetus catemaco
Espèce
Adetus catemaco est une espèce de coléoptères de la famille des Cerambycidae. Elle a été décrite par Maria Galileo (d) et Ubirajara Martins (d) en 2005.

## Répartition
Adesmus catemaco se rencontre au Costa Rica et au Panama.